# Thomas Posey
Thomas Posey, född 9 juli 1750 i Fairfax County, Virginia, död 19 mars 1818 i Shawneetown, Illinoisterritoriet, var en amerikansk general och politiker (demokrat-republikan). Han var viceguvernör i Kentucky 1806-1808. Han representerade Louisiana i USA:s senat 1812-1813 och var guvernör i Indianaterritoriet 1813-1816.
Posey deltog i amerikanska revolutionskriget och befordrades 1779 till överste. Han befordrades sedan 1793 till brigadgeneral och deltog i militära sammandrabbningar mot indianerna. Han flyttade 1794 till Kentucky. Han tillträdde 1806 som viceguvernör och efterträddes två år senare av Gabriel Slaughter. Han flyttade senare till Louisiana och blev 1812 utnämnd till USA:s senat. Han efterträddes som senator av James Brown.
Posey tillträdde den 3 mars 1813 som guvernör i Indianaterritoriet. Han kandiderade 1816 i det första guvernörsvalet i delstaten Indiana men besegrades av Jonathan Jennings. Posey flyttade efter valförlusten till Illinoisterritoriet där han arbetade som indianagent.
Posey var presbyterian och frimurare. Hans grav finns på Westwood Cemetery i Shawneetown.